# Canna (armi)

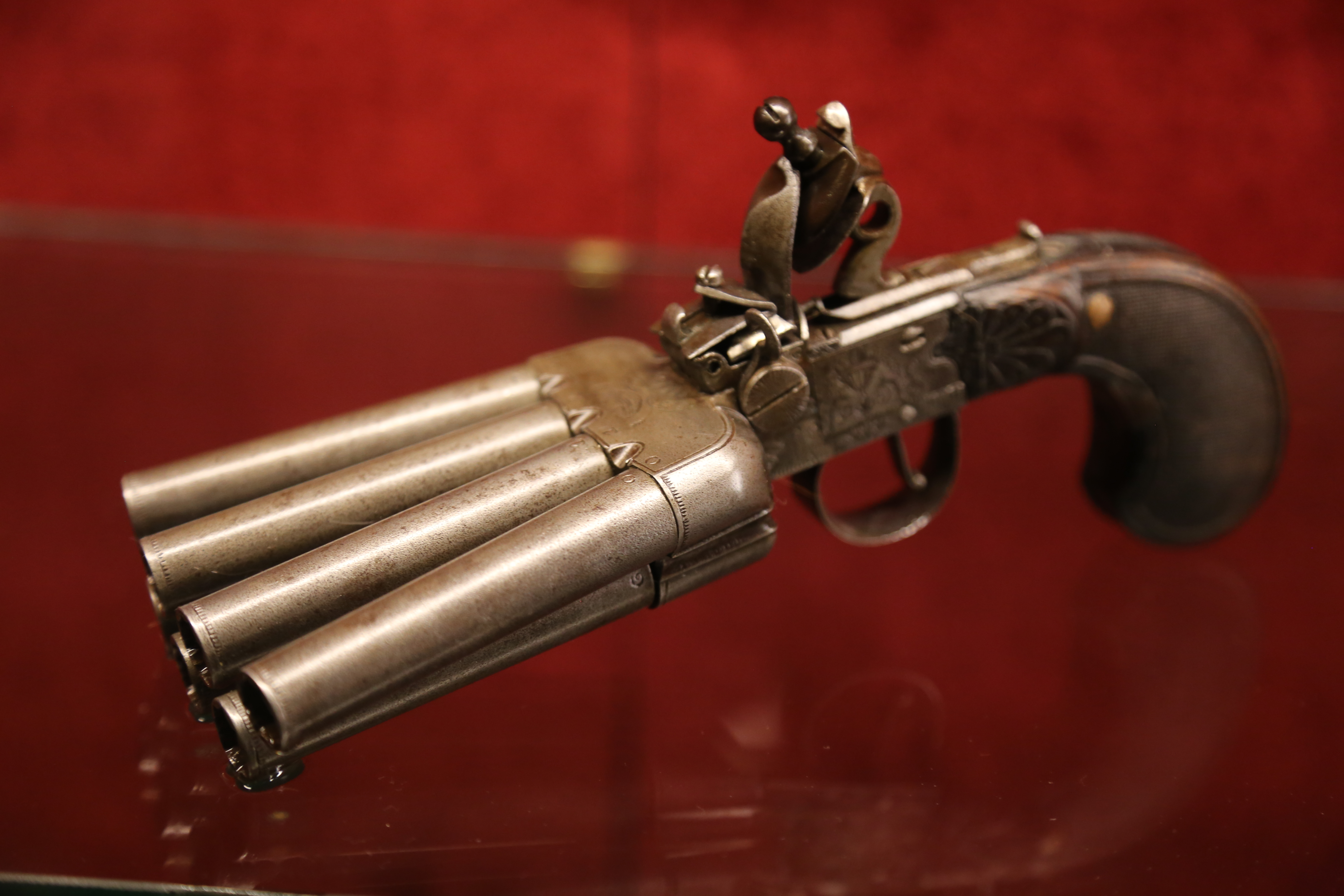
Arma multicanna

La canna è una parte dell'arma da sparo (da fuoco, ad aria, ecc), generalmente a forma di tubo e di materiale metallico (acciaio, ottone, ecc), con un foro cilindrico di calibro specifico, atta a dirigere la traiettoria nel lanciare un proiettile. E a questo scopo, sulla canna sono spesso applicati gli organi di mira per il puntamento dell'arma sul bersaglio.
I fucili da caccia presentano spesso due canne, affiancate in senso orizzontale (doppietta ) o verticale (sovrapposto ). Altri tipi di armi possono avere due o più canne, come ad esempio i Ribadocchini, progettati anche da Leonardo da Vinci, o la mitragliatrice Gatling, usata ancora oggi.

## Caratteristiche

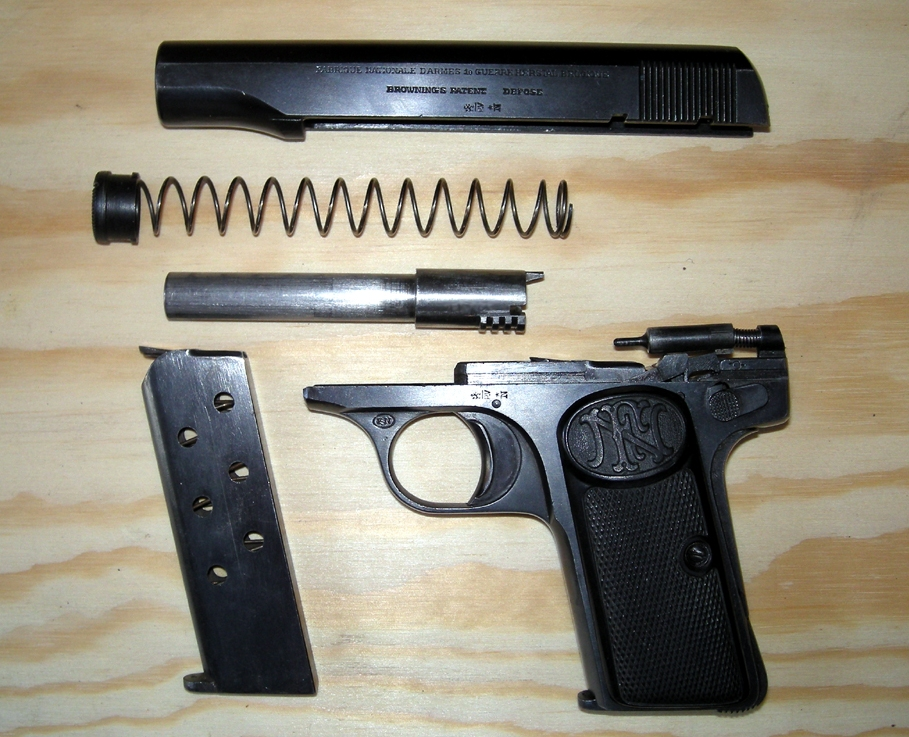
Carrello, molla di recupero, canna, caricatore e fusto, di una pistola smontata

La maggior parte delle canne sono rigate internamente, con solchi di forma elicoidale, aventi un passo di rigatura. Le righe servono ad imprimere una adeguata rotazione al proiettile per migliorare la stabilità sull'asse di direzione ed aumentare la gittata o rendere la traiettoria più dritta (meno curva). 

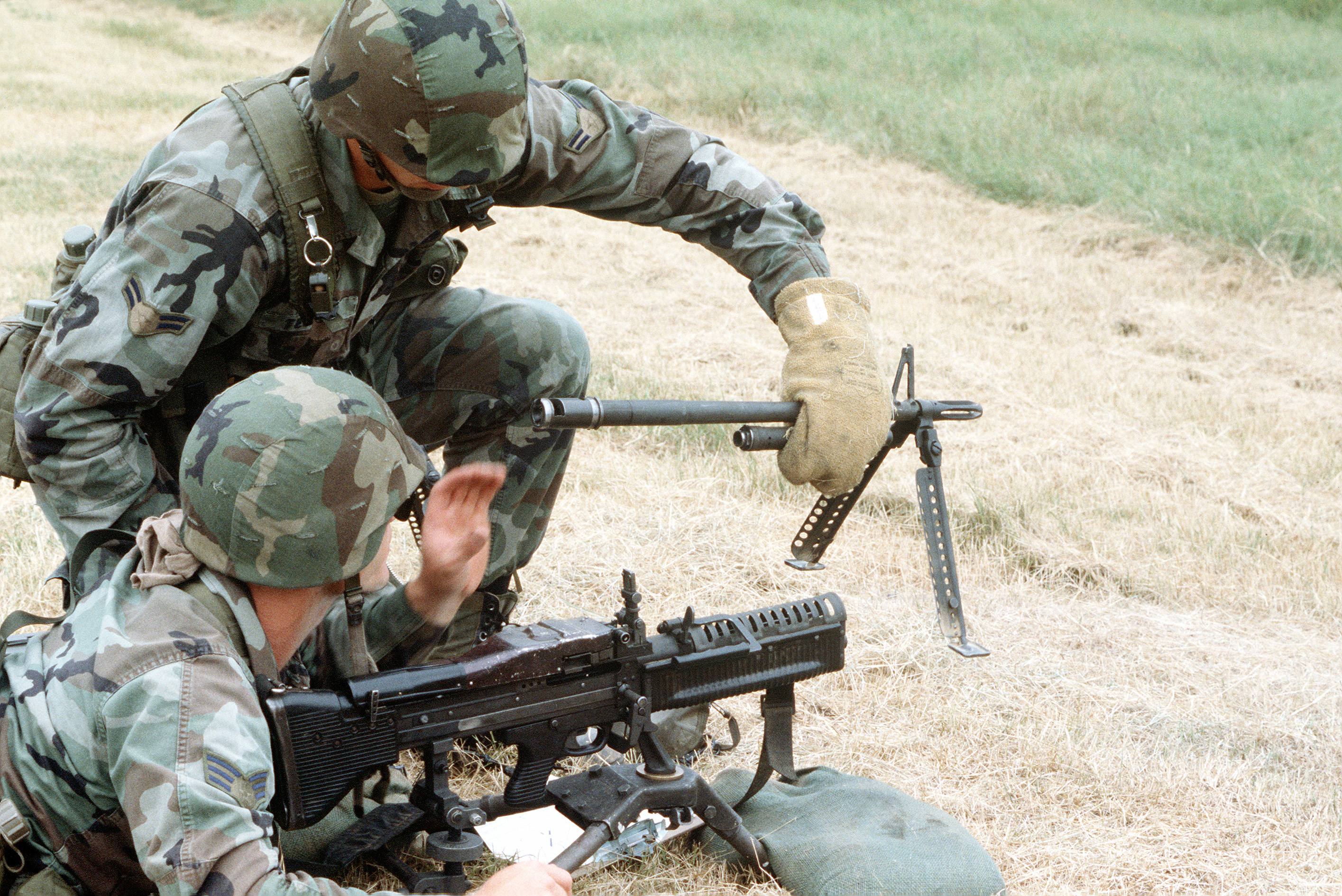
Sostituzione della canna di una M60 durante un'esercitazione militare

La camera di cartuccia è dove viene posto il munizionamento e dove avviene l'accensione della carica di lancio, mentre la canna (in senso stretto) è considerata la sola parte dell'arma dove scorre effettivamente il proiettile, percorrendo la parte interna cava, detta "anima", per tutta la sua lunghezza. Al interno della canna, il proiettile appena sparato, inizia la sua corsa verso il bersaglio, acquista la velocità e la direzione necessarie, subendo una accelerazione continua fino alla volata, spinto dai gas sviluppati nella combustione della polvere. Quando esce dalla bocca, il proiettile si trova all'incirca nel punto di maggior velocità ed energia cinetica acquisite nella spinta.  

La camera di cartuccia è contemporaneamente anche la camera di scoppio, ovvero l'ambiente a più alta pressione durante l'esplosione del colpo. Nelle pistole a tamburo, la camera di cartuccia è il tamburo stesso, formato da più camere (tra 5 e 10), ma in questo caso, la camera è scollegata dalla canna, perciò, parte della pressione dei gas, tende a fuoriuscire dalla inevitabile apertura tra tamburo e canna. 

Vista del tipo di canna secondo la rigatura:
canna liscia, rigata e poligonale.
A = calibro interno, B = calibro scanalatura

Il diametro interno della canna, al netto delle eventuali rigature, costituisce il calibro, solitamente coincidente col calibro del proiettile utilizzato nella cartuccia. Ogni arma, infatti, è “camerata” per una particolare munizione; cioè, possiede una camera di cartuccia e un calibro di canna, perfettamente adatti ad una particolare cartuccia. Spesso le armi vengono progettate e realizzate dopo aver scelto o progettato la cartuccia. 
La canna è normalmente soggetta ad aumentare di temperatura ad ogni colpo sparato, e a seguito di un utilizzo troppo intensivo, può subire il fenomeno chiamato surriscaldamento di canna. Ciò porta anche ad un maggior consumo dell'anima e accumulo di residuo nei solchi. Infatti, alla sua pulizia interna, soprattutto dei solchi di rigatura, si provvede con uno scovolo metallico.
Le canne di alcune armi si possono sostituire, sia per riparazione che per cambio di calibro (quando possibile).
All'estremità delle canne dei fucili d'assalto, può essere installata una baionetta per il combattimento corpo a corpo.

### Rigatura

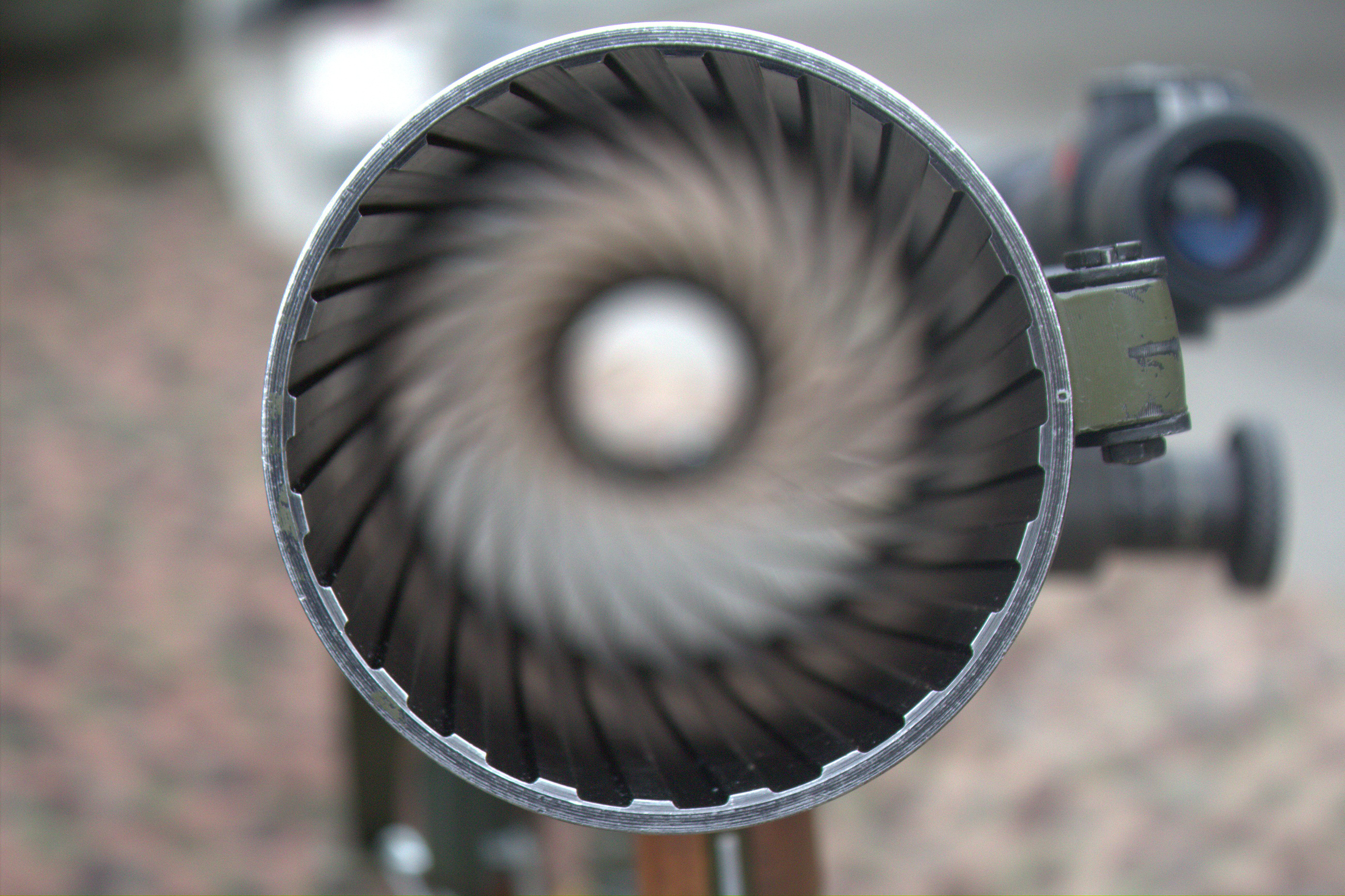
Canna rigata

Le armi a canna liscia sono destinate per lo più a sparare pallettoni, pallini di piombo e flechette, contenuti in bossoli di plastica o cartone, con fondello metallico, anche se possono essere caricate con munizioni a palla singola; mentre le armi pesanti (d'artiglieria), usano munizionamento stabilizzato mediante alette (come nel caso dei mortai o dei moderni cannoni installati sui carri armati di ultima generazione che usano anche proietti a "freccia" come gli anticarro APFSDS (Armour-Piercing Fin-Stabilized Discarding Sabot, cioè un penetratore a energia cinetica)

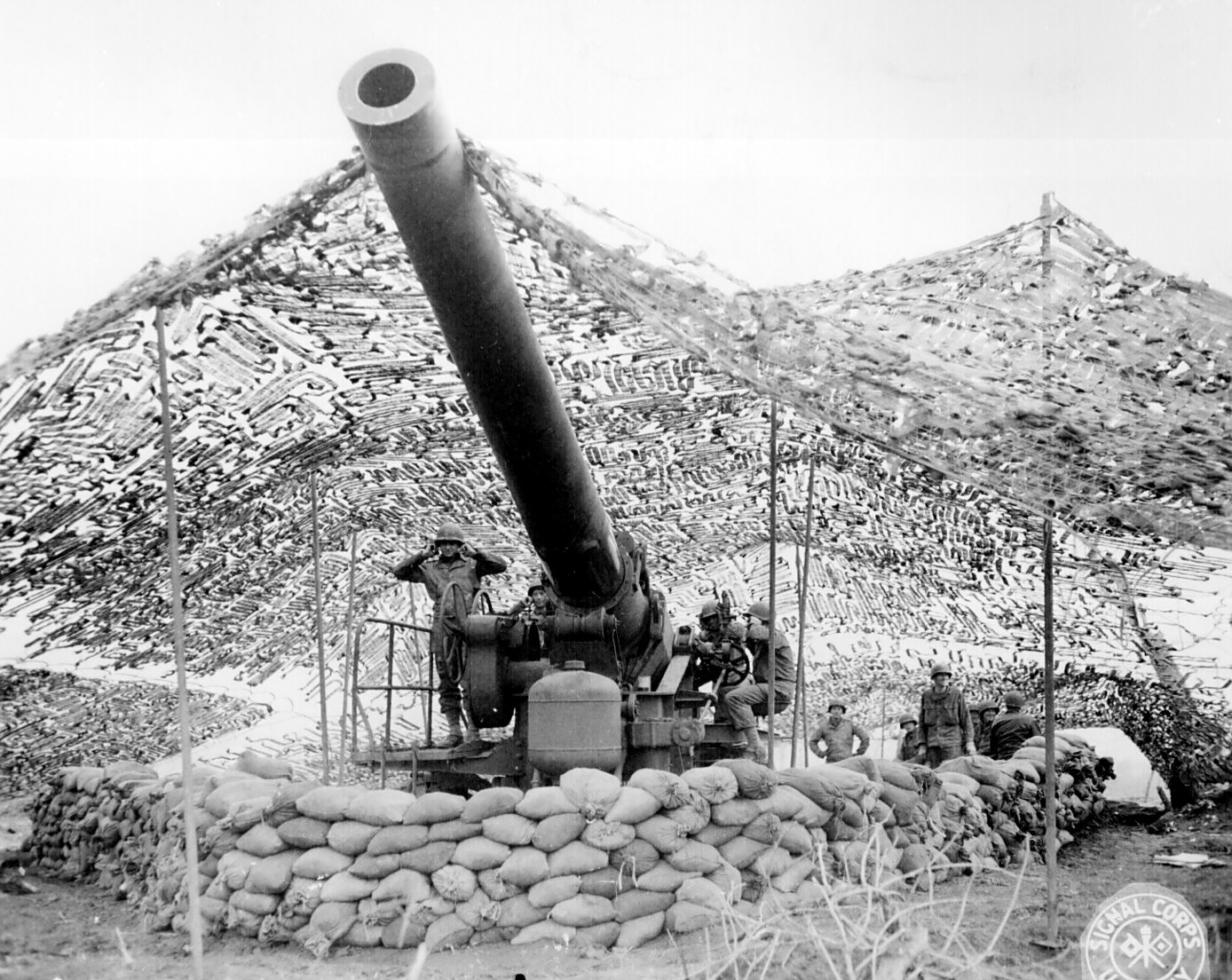
Un obice da 240 mm M1 americano. Germania, 1944

Le armi a canna rigata sono invece destinate a sparare palle singole con ogiva (normalmente componenti di munizioni con bossolo metallico) e le rigature servono a far avvitare il proiettile su sé stesso, conferendogli più stabilità in volo e di conseguenza maggior precisione sulle lunghe distanze. Hanno una portata utile molto maggiore della canna liscia, perché la rotazione assiale impressa dalla rigatura al proiettile, produce un effetto giroscopico: in questo modo, infatti, i problemi derivanti da eventuali asimmetrie o disomogeneità nella sua consistenza sono molto meno marcati e il proiettile diventa meno sensibile a influenze esterne che possano deviarne la traiettoria.

### Lunghezza

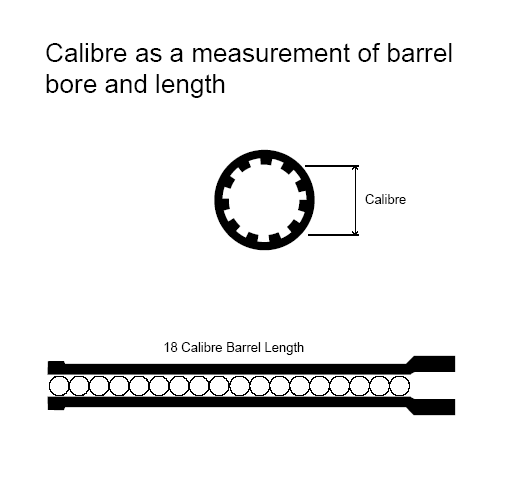
Esemplificazione della lunghezza della canna espressa in calibri

La lunghezza della canna di un'arma è legata ad una serie di fattori:
1. portabilità;
2. precisione;
3. tiro utile;
4. tipo di munizione e delle relative proprietà.

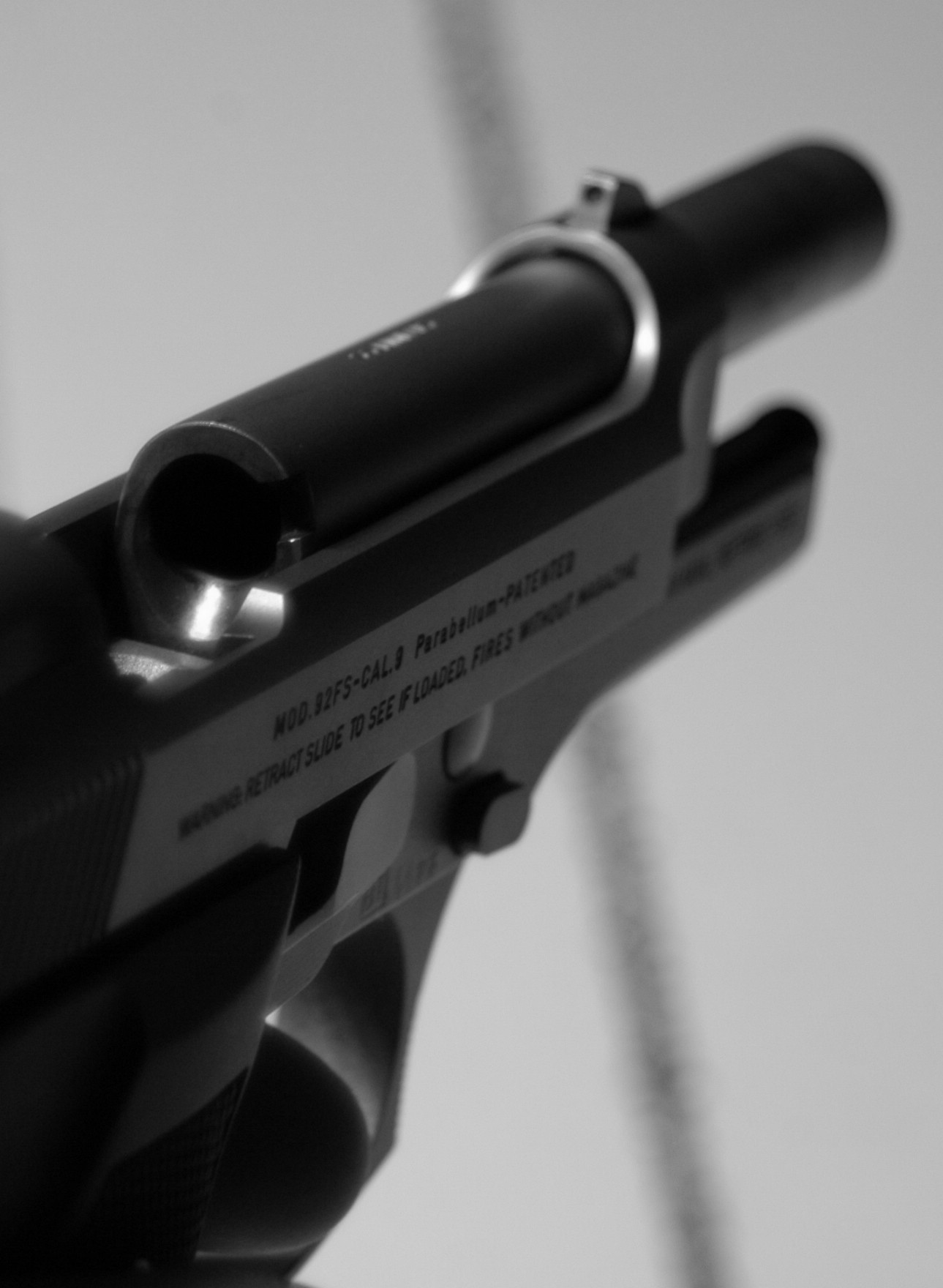
Beretta 92FS con carrello aperto; notare la canna dell'arma

In generale più la canna di un'arma è lunga, maggiore sarà la sua gittata. In questa accezione per lunghezza della canna di un'arma da fuoco non si intende tanto il valore in metri quanto il rapporto fra il diametro del proiettile e la lunghezza della canna stessa. Per esempio la canna di un fucile a canne mozze è circa due volte più lunga, in centimetri, di quella di una pistola: in termini di rapporti lunghezza/diametro invece è molto più corta, e infatti la gittata di un fucile a canne mozze è inferiore a quella di una pistola.
Più la canna è lunga, più verrà sfruttata la spinta del propellente e maggiore sarà la velocità d'uscita del proiettile. Aumentando la velocità, oltre ad un incremento di gittata, si ottiene anche un discreto incremento della capacità di penetrazione del proiettile in quanto la sua energia dipende direttamente dal suo peso e dal quadrato della sua velocità.
Il limite fisico di lunghezza utile della canna si raggiunge quando gli attriti del proiettile al suo interno superano i benefici dello sfruttamento della spinta. In particolare le canne di alcune carabine da tiro di piccolo calibro hanno subìto un ridimensionamento proprio a causa della perdita di prestazioni dovuta a questi attriti.
La lunghezza della canna (specialmente per le artiglierie) nella regolamentazione italiana è indicata in calibri. La lunghezza reale della canna (dal vivo di volata al vivo di culatta) è divisa per il calibro dell'arma (espresso nella stessa unità di lunghezza) per dare un valore (arrotondato all'intero più vicino).

## Copricanna

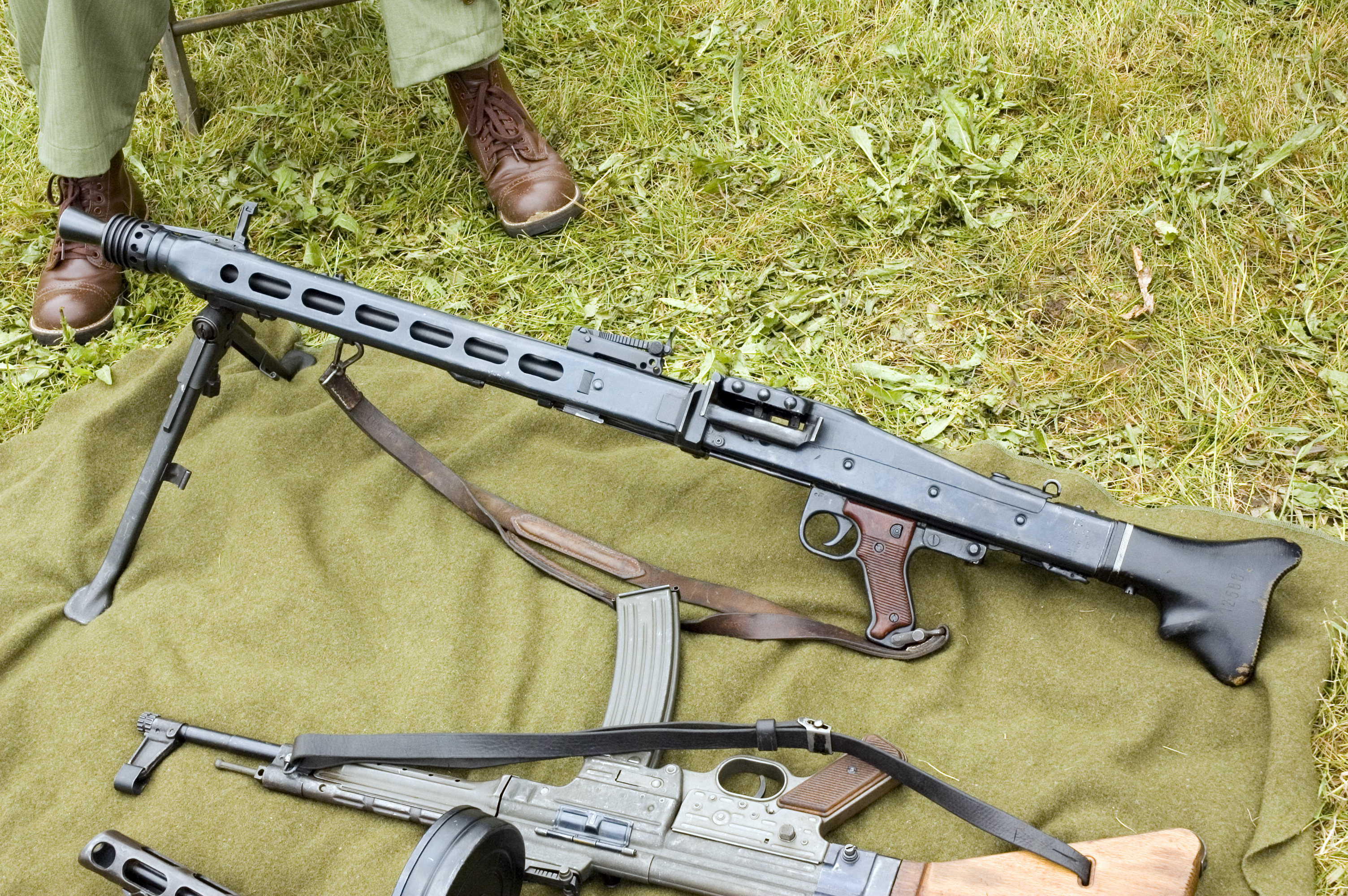
Una MG 42 con copricanna

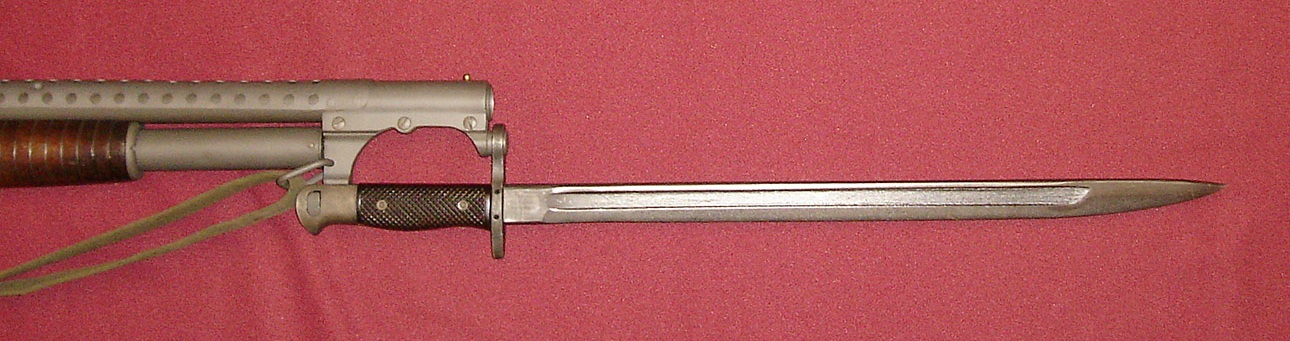
Un fucile a canna liscia da combattimento Winchester Model 1912 con copricanna e baionetta

Un copricanna è una copertura posta sulla canna di un'arma da fuoco, in modo tale da avvolgerla parzialmente o completamente impedendo quindi all'utilizzatore di ustionarsi toccandola.
Generalmente il carrello di una pistola semiautomatica, l'estensione della cassa o del castello che non coprono completamente la canna non sono considerati copricanna, anche se agiscono da tali. Questi sono maggiormente presenti sulle mitragliatrici o altre armi automatiche raffreddate ad aria, nelle quali il fuoco automatico sostenuto causa un rapido surriscaldamento della canna, rendendola rovente e pericolosa da toccare. Il copricanna, però, può anche essere usato su armi semiautomatiche nelle quali un numero anche limitato di colpi può surriscaldare la canna.
Copricanna possono anche essere usati su fucili a pompa. I cosiddetti trench shotgun (fucili a canna liscia da trincea) spesso presentano un copricanna metallico bucherellato con innesto per baionetta. Copricanna bucherellati o protezioni contro il calore sono usati anche nei fucili a canna liscia antisommossa (ma generalmente senza innesto per baionetta) o in armi simili per l'autodifesa civile. Alcune protezioni funzionano anche da base per attaccare accessori, come mirini o simili.